# Marguerite de Brandebourg (1511-1577)
Pour les articles homonymes, voir Marguerite de Brandebourg.

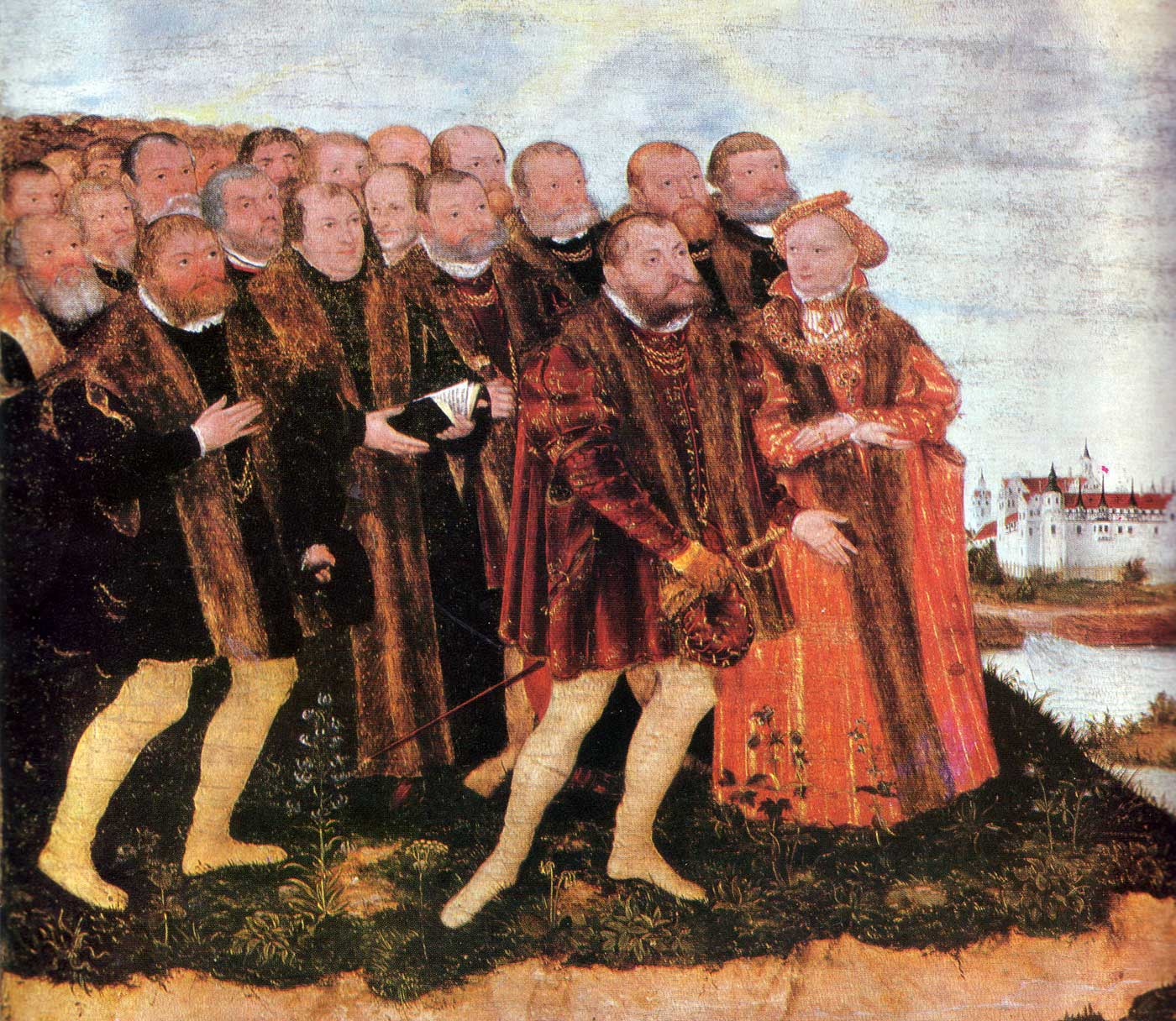
Marguerite de Brandebourg et son frère, le margrave Jean de Custrin (détail du baptême du Christ, de Lucas Cranach le Jeune, 1556).

Marguerite de Brandenbourg (1511 - après le 3 novembre 1577) est une princesse issue de la maison de Hohenzollern de l'Électorat de Brandebourg par naissance qui fut par ses mariages duchesse de Poméranie et ensuite princesse d'Anhalt-Zerbst.

## Origine
Marguerite est la plus jeune des trois filles de l'électeur Joachim Ier Nestor de Brandebourg issue de son mariage avec Élisabeth de Danemark (1485–1555), fille du roi de Danemark, de Norvège et de Suède Jean Ier.

### Duchesse de Poméranie
Marguerite épouse en premières noces le 23 janvier 1530 à Berlin le duc Georges Ier de Poméranie de Poméranie. Elle lui apporte une dot de 20000guilders lors de leur mariage, en contrepartie Georges Ier lui constitue un douaire comprenant  les districts de Barth, Damgarten, Tribsees, Grimsby et Klempenow.  Leur union semble avoir été décidée lors de négociations au château de Grimnitz dans le cadre d'un resserrement des relations entre le Brandebourg et la Poméranie. Georges Ier meurt un an après leur union et Marguerite reçoit les revenus de son douaire pendant trois ans seulement. Elle n'est guère populaire en Poméranie et quand le prince Jean V d'Anhalt-Zerbst demande sa main, son beau-fils Philippe Ier de Poméranie doit lever une taxe spéciale pour constituer sa dot et récupérer son douaire en contrepartie.
Marguerite et Georges n'ont eu qu'une fille posthume nommée Georgia qui suit sa mère en Anhalt, mais qui est censée revenir en Poméranie à l'âge de huit ans. Marguerite réussit après d'âpres négociations avec son beau-fils, Philippe Ier, à différer son retour jusqu'en mai 1543.

### Princesse d'Anhalt
Marguerite épouse en secondes noces le 15 février 1534 à Dessau le prince Jean V d'Anhalt-Zerbst. Son mariage avec Jean n'est pas heureux malgré la naissance de six enfants. Marguerite fuit de chez son mari et se réfugie dans son douaire, le château de Dessau. Martin Luther tente de servir de médiateur entre Jean et Marguerite. Il lui rend visite à Roßlau et lui reproche d'avoir abandonné son époux insolemment. Il s'ensuit un échange de mots très vifs. Martin Luther rapporte plus tard : Je lui parlais assez franchement, jusqu'à ce que je déclenche sa colère.
Jean V accuse ensuite Marguerite d'infidélité conjugale et l'emprisonne en 1550. Le médecin personnel du duc Jean V est torturé pour qu'il confesse avoir entretenu une relation avec la princesse, mais il n'avoue pas. Elle réussit à s'échapper de sa prison et après de nombreuses aventures elle arrive « demi-nue et dépouillée » à la cour de son cousin le roi Christian III de Danemark à Copenhague.
Ensuite, elle vit chez sa sœur Élisabeth de Brandebourg, veuve d'Éric Ier de Brunswick-Calenberg-Göttingen, qui envisage de la marier une troisième fois pour assurer sa protection. Elisabeth tient cependant sa sœur pour un être instable et elle met en garde son gendre Albert de Brandebourg, duc de Prusse, afin qu'il n'accueille pas Marguerite.  Albert doit néanmoins la prendre en charge, et de toute façon, après sa mort, c'est Georges-Frédéric Ier de Brandebourg-Ansbach, l'administrateur du duché de Prusse pour le compte de Albert Frédéric de Prusse, qui doit prendre soin d'elle car ses propres enfants refusent de la recevoir.
À la fin de sa vie, elle mène une existence précaire à la frontière de la Poméranie et de la Pologne et l'on rapporte qu'elle se serait remariée avec un simple fermier. Il est aussi avancé qu'elle contacte sa fille, Georgia, pendant sa grossesse et même lui rend visite à Schlochau sous une fausse identité.

## Postérité
De son premier mariage avec Georges Ier de Poméranie elle a une fille unique : 
- Georgia de Poméranie (1531–1573) qui épouse en 1563 le comte Stanislas Latalski de Labischin († 1598)

De son second mariage avec Jean V, elle a les enfants suivants : 
- Charles Ier d'Anhalt
- Joachim Ernest d'Anhalt
- Marie (1538–1563) épouse le 25 aout 1559 Albert X, Comte de Barby-Mühlingen
- Bernard VII d'Anhalt
- Margaret (1541–1547)
- Elisabeth d'Anhalt-Zerbst (1545-1574) épouse en 1570 le comte Wolfgang II de Barby (1531-1615)